# دیو کریستیان

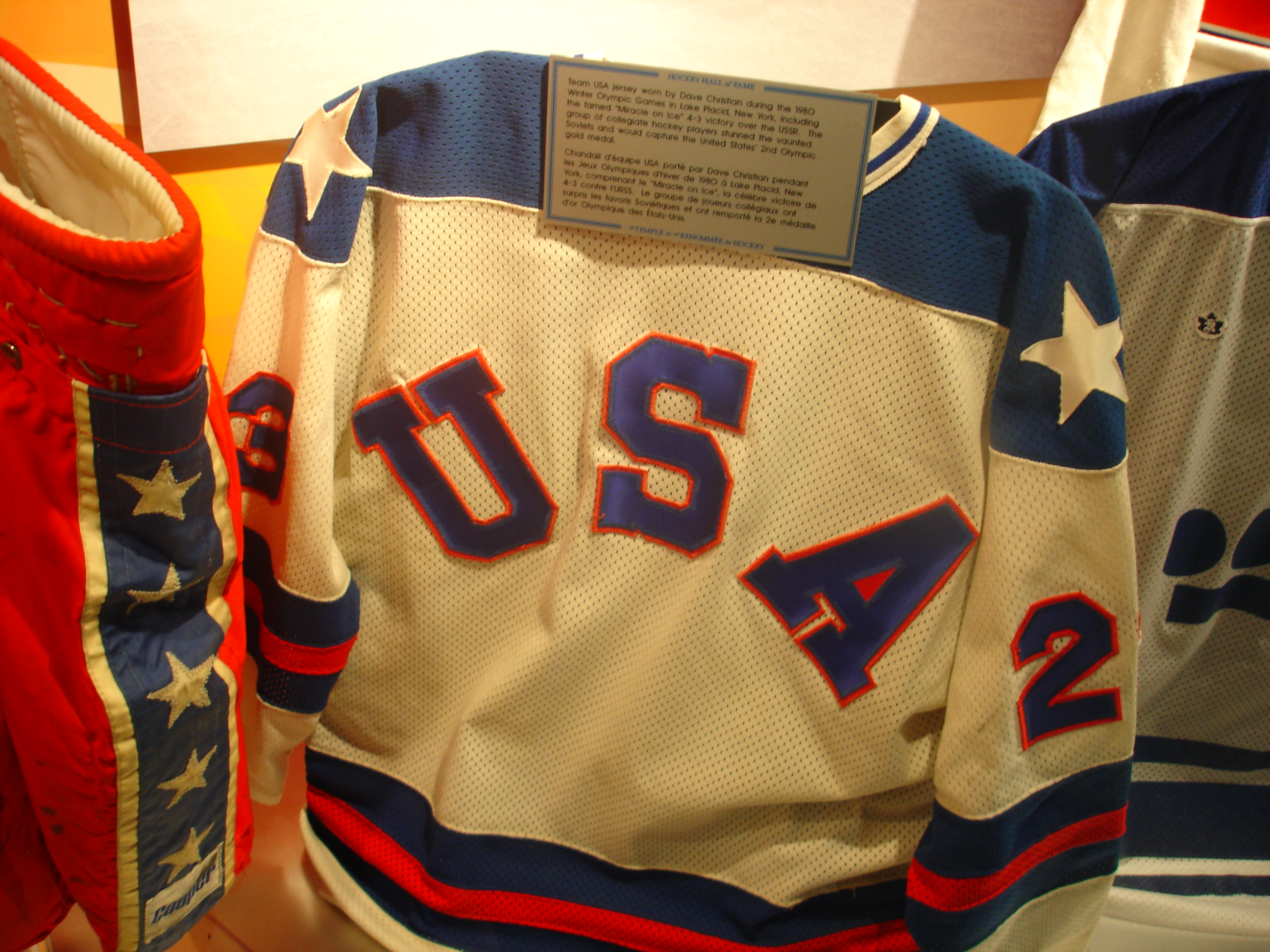
لباس دیو کریستیان در المپیک زمستانی ۱۹۸۰

دیو کریستیان (انگلیسی: Dave Christian؛ زادهٔ ۱۲ مهٔ ۱۹۵۹) بازیکن هاکی روی یخ اهل ایالات متحده آمریکا بود.